# Петуховка (Хиславичский район)
Петуховка — деревня в Хиславичском районе Смоленской области России. Входит в состав Череповского сельского поселения. Население — 2 жителя (2007 год). 
Расположена в юго-западной части области в 11 км к северо-востоку от Хиславичей, в 16 км западнее автодороги А141 Орёл — Витебск. В 17 км северо-восточнее деревни расположена железнодорожная станция Васьково на линии Смоленск — Рославль. 

## История
Деревни ещё нет в Списке населённых мест Смоленской Губернии от 1859 года и на карте 1871 года.
На карте Генштаба РККА 1924,1926 деревня уже отмечена, в ней числится 55 дворов.
В справочнике административно-территориального деления от 1981 года сообщается, что деревня находилась в систематических списках с 1930-х годов .
В годы Великой Отечественной войны деревня была оккупирована гитлеровскими войсками в июле 1941 года, освобождена в сентябре 1943 года.